# Détecteur magnétique
Pour les articles homonymes, voir détecteur.

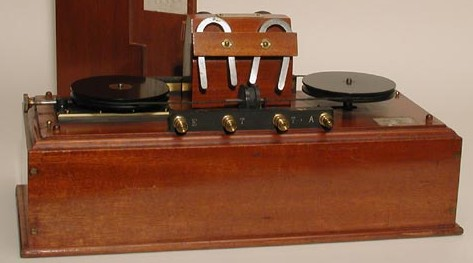
Détecteur magnétique.

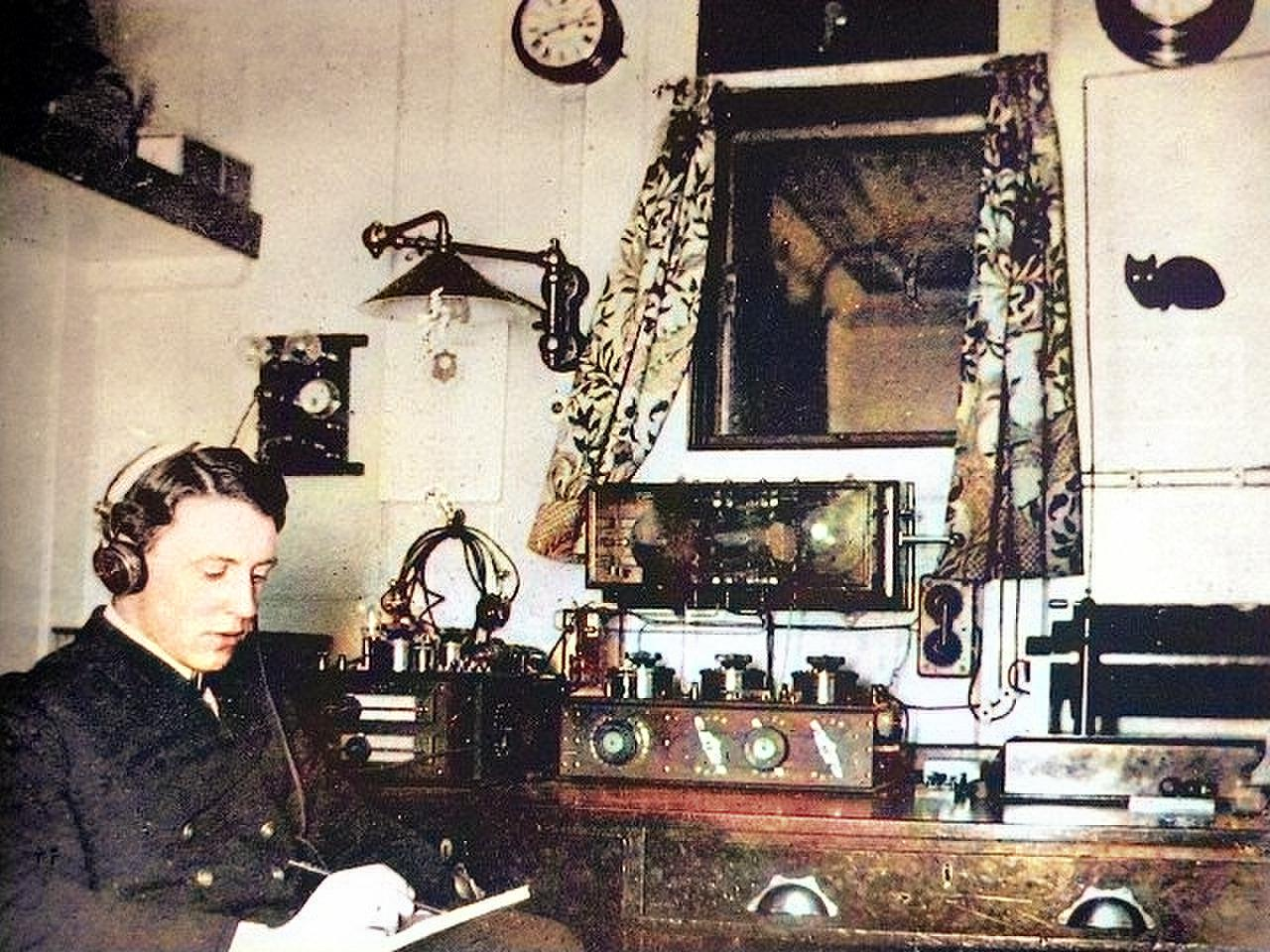
Station radiotélégraphique avec le détecteur magnétique fixé au mur en dessous de la fenêtre-parloir.

Au début du XXe siècle, le détecteur magnétique était l'un des premiers dispositifs capables de rendre les signaux radios audibles avec une paire d'écouteurs ou un casque audio.

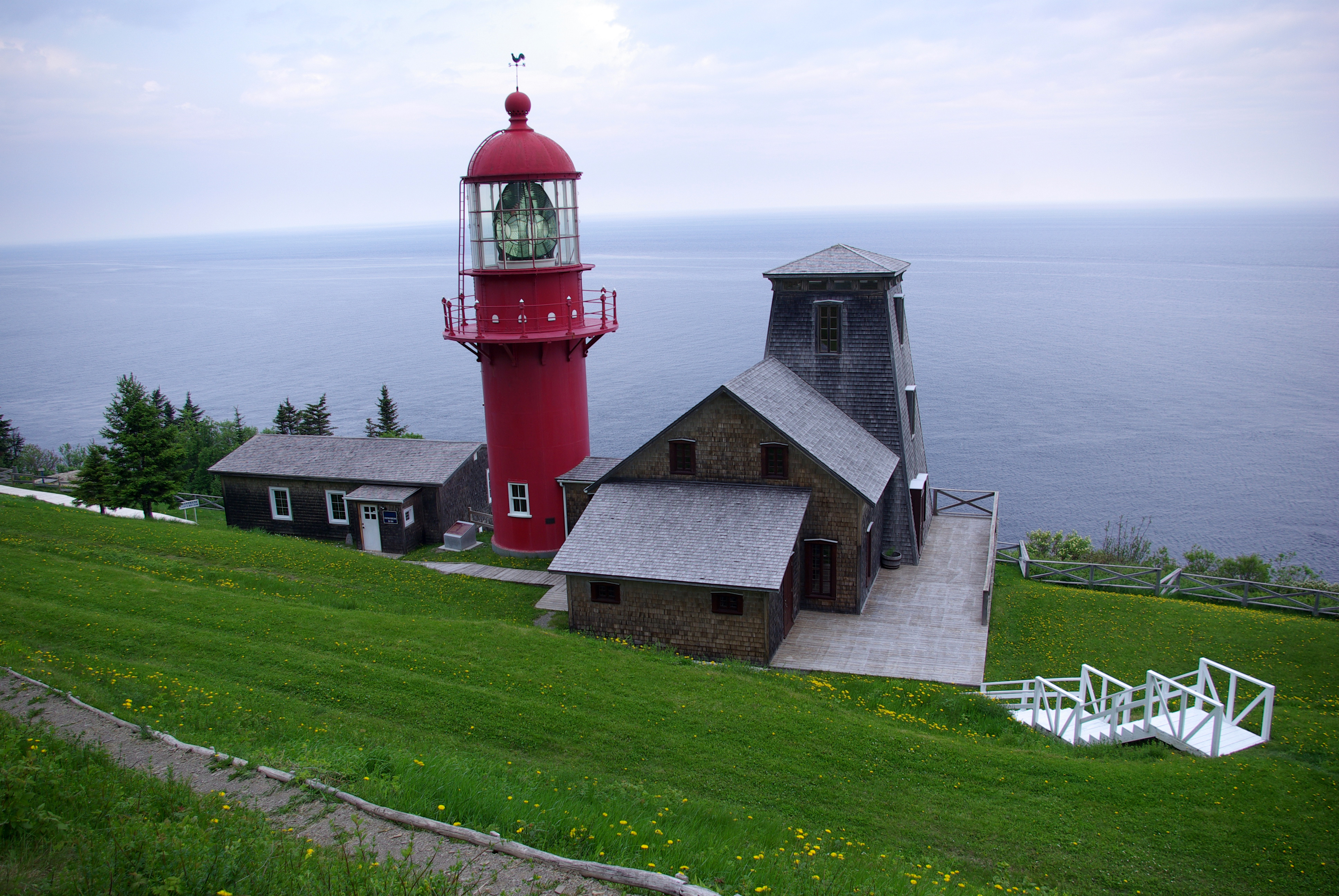
La station Marconi (bâtiment de gauche) au phare de Pointe-à-la-Renommée au Québec.

## Historique
Le détecteur magnétique remplace au départ le radioconducteur, cohéreur d'Édouard Branly. Le détecteur électrolytique et le détecteur magnétique sont les premiers dispositifs pratiques capables de rendre les signaux radios de TSF audibles avec une paire d'écouteurs ou un casque audio.
Guglielmo Marconi, pour le créer, reprend un principe auparavant expérimenté par Ernest Rutherford et Harriet Brooks, en 1896, après avoir été signalé par Lord Rayleigh. C'est le détecteur magnétique annoncé au public le 12 juin 1902, par l'intermédiaire du Proceedings of the Royal Society. 
Dès 1902, des stations à détecteurs magnétiques sont conçues par Marconi dans les navires. 
Cependant, en 1907, le détecteur magnétique des stations TSF commence à être remplacé par le poste à galène « pour sa simplicité. » 
En 1911, son expertise technique est demandée par un comité d’industriels français mené par E. Girardeau, durant la série de procès qui opposent Marconi et l’industrie Française de la TSF : la société française radioélectrique et la compagnie générale radioélectrique. 
À l'occasion de ces procès, Tissot et Ferrié chercheront notamment à démontrer certaines failles du brevet 7777 de 1900 de Marconi, mais aussi l'antériorité d'expériences de certains savants français, comme Eugène Ducretet. Marconi gagne le procès en première instance contre la SFR et la CGR, mais cette décision de justice qui donnait le droit à Marconi de demander le remplacement du matériel français par du matériel de la Wireless Company ne sera jamais appliquée en France. En 1914, Marconi se voit débouté définitivement de sa demande. 
 
Dans les stations Marconi de TSF maritimes, le détecteur magnétique est le détecteur « officiel » employé par Marconi Company dans certains pays. Ce détecteur magnétique persiste jusqu'en 1920 puis est totalement remplacé par le récepteur radio à tube électronique.

## Applications

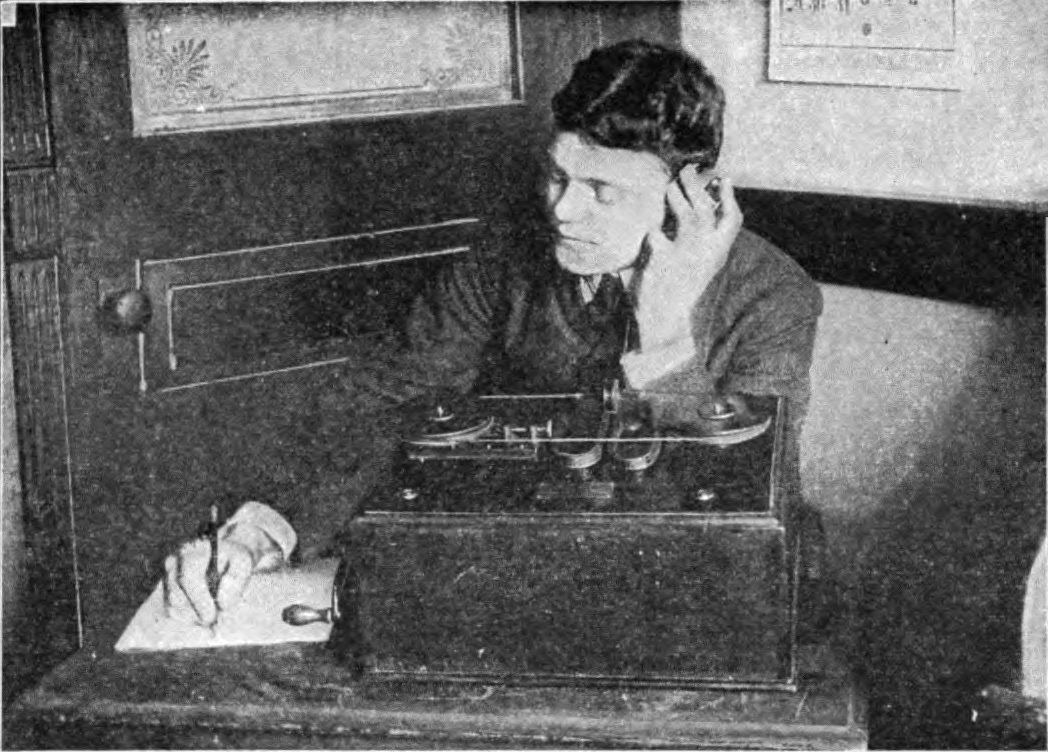
Radioécouteur avec poste à détecteur magnétique.

Dès le début du XXe siècle. Les stations de TSF à détecteur magnétique permirent la réception dans les bandes radios, des signaux de la tour Eiffel et des premiers postes de radiodiffusion. 

Ce détecteur a été utilisé jusqu'en 1920 dans les récepteurs de la Compagnie Marconi qui équipaient des navires, il a été utilisé pour un usage maritime à court terme en raison de son de la complexcité de fabrication.
Le paquebot transatlantique RMS Titanic avait un détecteur magnétique pour la station de TSF.

Schéma de la station radiotélégraphique du Titanic

## Principe

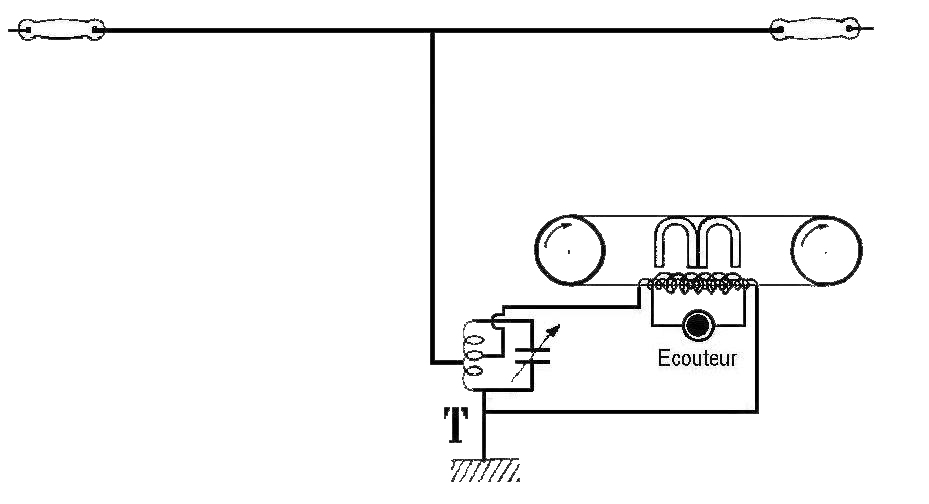
Schéma du détecteur magnétique avec l'antenne ground plane en T.

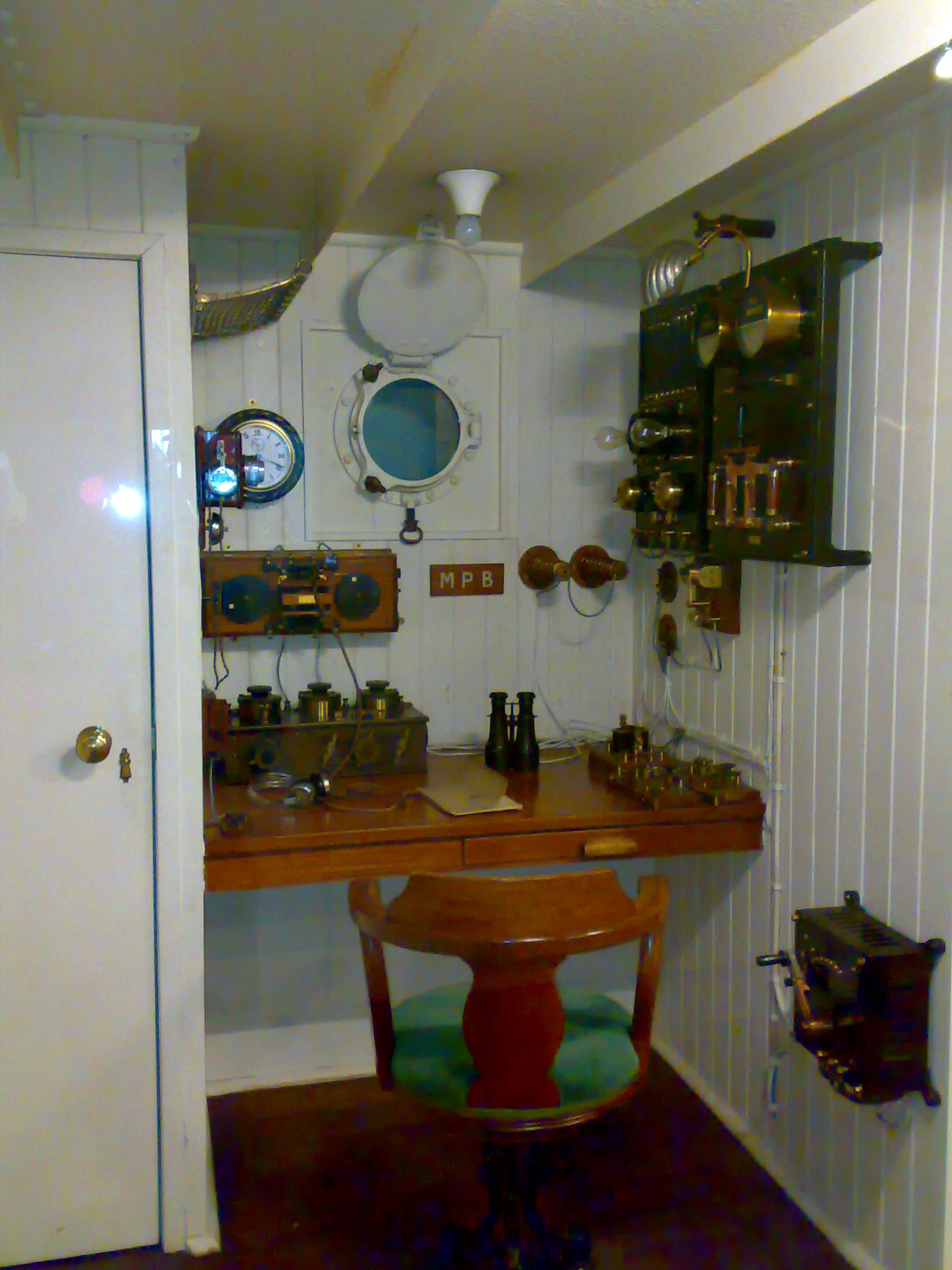
Station radiotélégraphique type Marconi

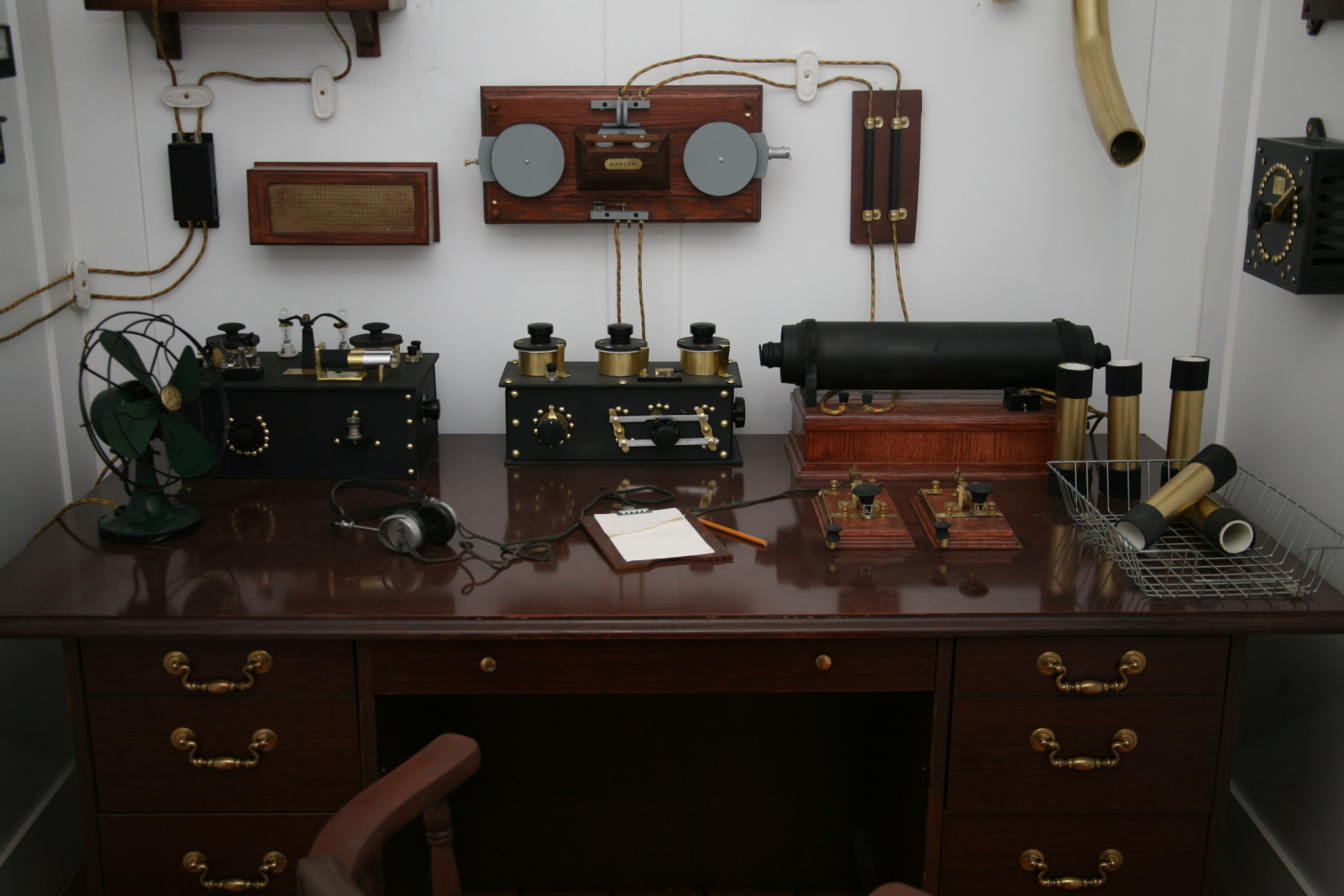
Station Titanic radiotélégraphique type Marconi

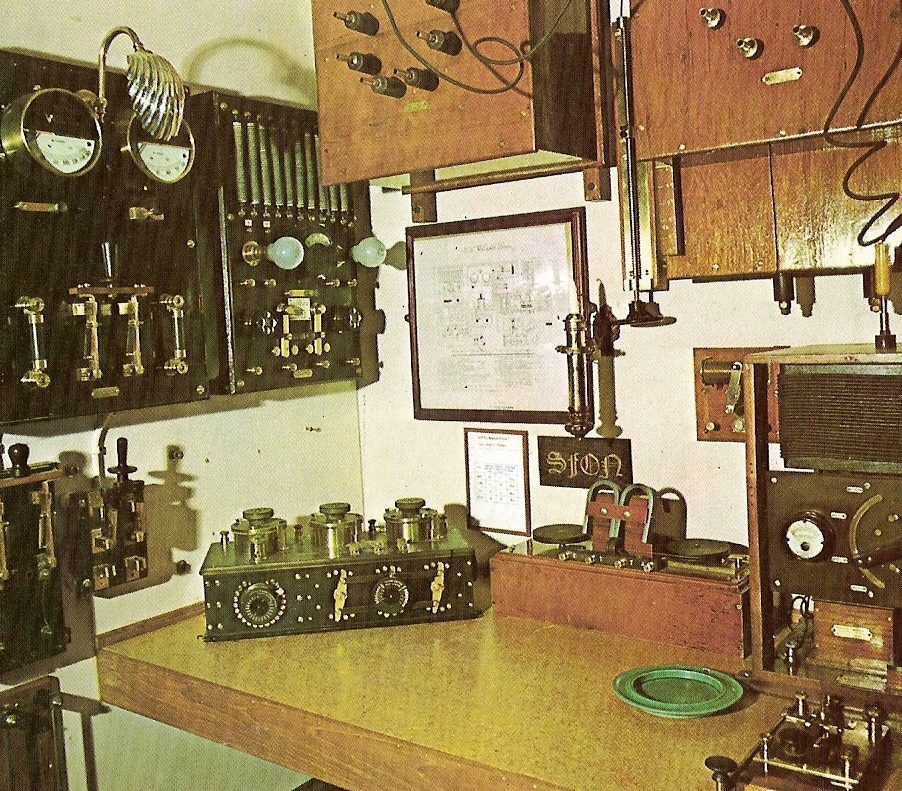
Station radiotélégraphique type Marconi

Il fonctionne de la façon suivante :
- Un câble sans fin est constitué par plusieurs brins de fil de fer isolé à la soie. Ce câble passe dans les gorges de deux poulies entre lesquelles il est raisonnablement tendu. Les poulies, entraînées par un mouvement d'horlogerie communiquent au câble un mouvement de translation de quelques centimètres par seconde. Le câble passe dans l'axe d'une bobine enroulée sur un tube de verre. Cette bobine est intercalée dans le circuit antenne-terre de réception. Autour de cette première bobine et selon le même axe, on dispose une seconde bobine qui est connectée à un écouteur téléphonique. Un couple d'aimants dont les pôles de même nom se touchent est disposé au-dessus du câble et des bobines.
- Voici ce que l'on observe avec un tel détecteur; si le câble est immobile, lorsqu'un train d'ondes arrive, l'état magnétique présent du câble est modifié et l'écouteur téléphonique fait entendre un claquement. Mais si un autre train d'ondes se présente, on n'entend plus rien car l'état magnétique du fer ne change plus. Si le câble est en mouvement, son passage devant l'aimant va déterminer une certaine aimantation de base et, si un signal se présente, cette aimantation va être modifiée et la conséquence de cette modification est un courant induit dans le circuit du téléphone avec le bruit correspondant. Il en sera ainsi pour chaque signal de haute fréquence.

## Liens
- Radioécouteur
- Récepteur à cristal
- Réception des ondes radioélectriques : la technique générale des récepteurs radio
- Bande des 160 mètres
- 600 mètres
- Radiotélégraphiste
- Télégraphie sans fil
- Les ondes moyennes
- Les basses fréquences
- Télégraphone